# Логвиновский (посёлок)
Логвиновский — посёлок в Сальском районе Ростовской области России.
Входит в Гигантовское сельское поселение.

## География

### Улицы
- ул. Весенняя,
- ул. Гагарина,
- ул. Ленина,
- ул. Мира,
- ул. Молодёжная,
- пер. Солнечный.

## История
В 1987 году указом ПВС РСФСР поселку пятого отделения зерносовхоза «Гигант» присвоено наименование Логвиновский.

## Население
| 2010 |
| ---- |
| 287  |